# قايدو سنكلير
قايدو سنكلير (بالإنجليزية: Guido Sinclair)‏ هو عازف جاز أمريكي، ولد في 1 ديسمبر 1935 في فورت وورث في الولايات المتحدة، وتوفي في 7 يوليو 1992.